# Нехаєвська (станиця)
Нехаєвська (рос. Нехаевская) — станиця у Нехаєвському районі Волгоградської області Російської Федерації.
Населення становить 4679  осіб. Входить до складу муніципального утворення Нехаєвське сільське поселення.

## Історія
Станиця розташована у межах українського історичного та культурного регіону Жовтий Клин.
Згідно із законом від 14 лютого 2005 року № 977-ОД органом місцевого самоврядування є Нехаєвське сільське поселення.

## Населення
| 1959 | 1970  | 1979  | 1989  | 2002  | 2010  |
| ---- | ----- | ----- | ----- | ----- | ----- |
| 2736 | ↗3775 | ↗3972 | ↗4390 | ↗4704 | ↘4679 |